# أوفر ذا ليميت (2011)
أوفر ذا ليميت 2011 (بالإنجليزية: Over the Limit (2011))‏ هو عرض مصارعة محترفة من فئة الدفع مقابل المشاهدة وهو العرض الثاني من سلسلة عروض أوفر ذا ليميت. تم عرضه يوم 22 مايو 2011 في مدينة سياتل بولاية واشنطن الأمريكية.

## وصلات خارجية
- Official Over the Limit website